# Digliceridă
O digliceridă sau diacilglicerol (simbol DAG; format de la di- și gliceridă) este un compus organic de tip ester, derivat de la glicerol, care a fost esterificat cu două molecule de acizi grași, care pot fi diferiți sau identici. Pot exista două digliceride izomere: 1,2-diacilglicerolii și 1,3-diacilglicerolii . Aceștia pot acționa ca surfactanți și sunt utilizați frecvent ca emulgatori în alimentele procesate. Uleiurile îmbogățite cu DAG (în special, 1,3-DAG) au fost cercetate pentru a fi utilizate ca substituent pentru grăsimi, având abilitatea de a reduce acumularea de grăsime corporală.